# Cangshan, Cangshan
Cangshan (kinesiska: 仓山) är en köping i sydöstra Kina. Den ligger i stadsdistriktet Cangshan i staden Fuzhou i provinsen Fujian. Antalet invånare är 30 247. Befolkningen består av 14 496 kvinnor och 15 751 män. Barn under 15 år utgör 12,0 %, vuxna 15-64 år 81 %, och äldre över 65 år 6,0 %.